# Porttelefon

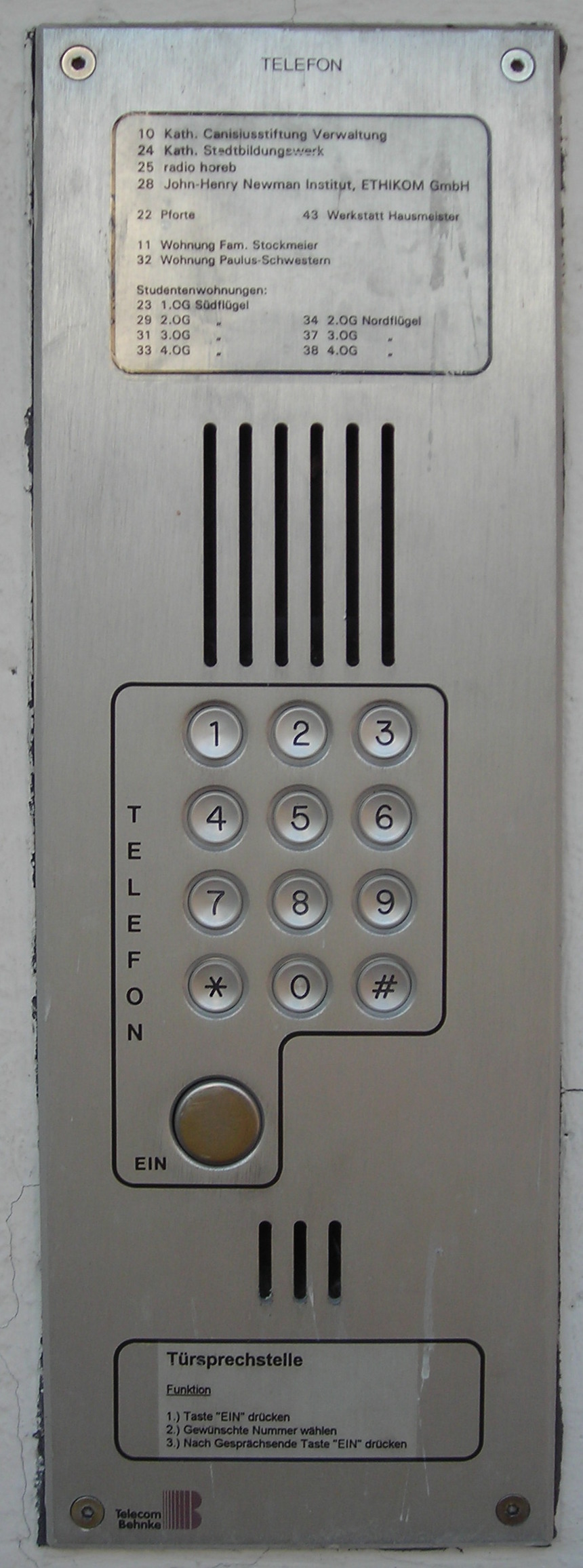
Porttelefon

Porttelefon är en telekommunikationsutrustning som används för att kontrollera tillträde till en byggnad.
Den ena delen placeras i byggnaden, exempelvis i kontorslokaler eller bostadslägenheter, medan den yttre brukar vara en väggfast panel på utsidan av byggnaden eller vid grinden till tomtgränsen. Den som önskar tillträde kan använda porttelefonen som en dörrklocka och även kommunicera med någon i byggnaden för att exempelvis kunna identifiera sig eller framföra ett meddelande. Innehavaren kan till exempel fjärrstyra dörrens lås och därigenom släppa in besökaren.
Porttelefonen kan vara försedd med ett antal tillbehör, till exempel fjärrmanövrerat lås, videokamera, etc.